# Passo di Montereale
Il passo di Montereale (1.040 m s.l.m.) è un valico dell'Appennino centrale che collega l'alta valle del Tronto all'alta valle dell'Aterno, nei pressi di Aringo di Montereale, lungo strada statale 260 Picente che congiunge L'Aquila con Amatrice. 
Posto a poca distanza dai  confini del parco nazionale del Gran Sasso e Monti della Laga, è circondato da boschi di castagno e faggio e delimitato a est dai Monti della Laga e a sud dai Monti dell'Alto Aterno. 
La sua importanza deriva dal fatto che, secondo alcune convenzioni orografiche, esso separerebbe l'Appennino abruzzese, a sud, da quello umbro-marchigiano, a nord; secondo altre convenzioni, tale limite sarebbe da individuarsi nel Passo della Torrita, posto più a nord, lungo la strada statale 4 Via Salaria. 